# Asian Women's Sevens Championship 2001
El Asian Women's Sevens Championship (Campeonato Femenino de rugby 7 de Asia) de 2001 fue la segunda edición del torneo femenino de rugby 7 de la confederación asiática.

## Posiciones

### Grupo A
| Equipo        | Encuentros | Encuentros | Encuentros | Encuentros | Tantos  | Tantos    | Tantos     | Puntos |
| Equipo        | jugados    | ganados    | empatados  | perdidos   | a favor | en contra | diferencia | Puntos |
| ------------- | ---------- | ---------- | ---------- | ---------- | ------- | --------- | ---------- | ------ |
| China         | 3          | 2          | 1          | 0          | 43      | 22        | +21        | 8      |
| Singapur      | 3          | 2          | 0          | 1          | 14      | 30        | -16        | 7      |
| Tailandia     | 3          | 1          | 0          | 2          | 44      | 31        | +13        | 5      |
| Golfo Pérsico | 3          | 0          | 1          | 2          | 15      | 34        | -19        | 4      |

### Fase final
|  | Cuartos de final | Cuartos de final | Cuartos de final |           |            | Semifinales | Semifinales | Semifinales |       |              | Copa         | Copa         | Copa |  |
|  |                  |                  |                  |           |            |             |             |             |       |              |              |              |      |  |
|  |                  |                  |                  |           |            |             |             |             |       |              |              |              |      |  |
|  | Kazajistán       | Kazajistán       | 29               |           |            |             |             |             |       |              |              |              |      |  |
|  | Kazajistán       | Kazajistán       | 29               |           |            |             |             |             |       |              |              |              |      |  |
|  | Tailandia        | Tailandia        | 0                |           |            |             |             |             |       |              |              |              |      |  |
|  | Tailandia        | Tailandia        | 0                |           | Kazajistán | Kazajistán  | 48          |             |       |              |              |              |      |  |
|  |                  |                  |                  |           | Kazajistán | Kazajistán  | 48          |             |       |              |              |              |      |  |
|  |                  |                  | China            | China     | 0          |             |             |             |       |              |              |              |      |  |
|  |                  |                  | China            | China     | 0          |             |             |             |       |              |              |              |      |  |
|  |                  |                  |                  |           |            |             |             |             |       |              |              |              |      |  |
|  |                  |                  |                  |           |            |             |             |             |       |              |              |              |      |  |
|  |                  |                  |                  |           |            |             | Kazajistán  | Kazajistán  | 45    |              |              |              |      |  |
|  |                  |                  |                  |           |            |             |             |             | 45    |              |              |              |      |  |
|  |                  |                  | Hong Kong        | Hong Kong | 0          |             |             |             |       |              |              |              |      |  |
|  | Hong Kong        | Hong Kong        | Hong Kong        | Hong Kong | 0          | 17          |             |             |       |              |              |              |      |  |
|  | Hong Kong        | Hong Kong        |                  |           |            |             |             |             |       |              |              |              |      |  |
|  | Golfo Pérsico    | Golfo Pérsico    | 0                |           |            |             |             |             |       |              |              |              |      |  |
|  | Golfo Pérsico    | Golfo Pérsico    | 0                |           | Hong Kong  | Hong Kong   | 19          |             |       | Tercer lugar | Tercer lugar | Tercer lugar |      |  |
|  |                  |                  |                  |           | Hong Kong  | Hong Kong   | 19          |             |       | Tercer lugar | Tercer lugar | Tercer lugar |      |  |
|  |                  |                  | Japón            | Japón     | 5          |             |             |             |       |              |              |              |      |  |
|  | Japón            | Japón            | Japón            | Japón     | 5          | 10          |             |             | China | China        | 19           |              |      |  |
|  | Japón            | Japón            |                  |           |            |             |             |             | China | China        | 19           |              |      |  |
|  | Singapur         | Singapur         | 0                |           |            |             |             |             |       |              | Japón        | Japón        | 5    |  |
|  | Singapur         | Singapur         | 0                |           |            |             |             |             |       |              | Japón        | Japón        | 5    |  |
|  |                  |                  |                  |           |            |             |             |             |       |              |              |              |      |  |

| Bandera de Kazajistán |
| Campeón Kazajistán    |
| Segundo título        |